# Rotten-Kid-Theorem
Das Rotten-Kid-Theorem von Gary Becker ist ein Theorem aus der Familienökonomie.
Es besagt, dass bei einem freigiebigen und altruistischen Haushaltsvorstand, es auch im Interesse eines völlig egoistisch agierenden Haushaltsmitglieds liegt, auf Kosten des direkten eigenen Nutzens zur Erhöhung des Gesamteinkommens des Haushalts beizutragen, da der hierdurch auf das Haushaltsmitglied zurückfallende Nutzen größer als der durch direkte Nutzenmaximierung entstehende ist.